# Patrick Head
Patrick Head, britanski inženir in soustanovitelj Williamsa, * 5. junij 1945, Farnborough, Anglija, Združeno kraljestvo.

## Kariera
Leta 1970 se je takoj po diplomi zaposlil pri konstruktorju dirkaških šasij, Lola Racing Cars, v tistem času se je tudi spoznal s Frankom Williamsom. Head se je zaradi začetnega neuspeha preusmeril v izdelavo čolnov, toda leta 1977 je Frank Williams ustanovil svoje moštvo Frank Williams Racing Cars, v katerega je zvabil tudi Heada, ki je bil tudi 30 odstotni lastnik moštva. V sezoni 1977 je moštvo nastopalo s kupljeno šasijo od March Engineeringa, za sezono 1978 pa je Head izdelal dirkalnik Williams FW06, kljub stalnemu pomanjkanju finančnih sredstev. S sponzorstvom družbe Saudi Airlines je moštvo pridobilo tudi dirkača Alana Jonesa. V svoji prvi sezoni kot konstruktor je moštvo osvojilo enajst prvenstvenih točk, na dirki za Veliko nagrado ZDA je bil edini moštveni dirkač Jones celo drugi. Drugi moštveni in Headov dirkalnik Williams FW07 je v sezoni 1979 osvojil že prvo zmago, ki jo je dosegel Clay Regazzoni na dirki za Veliko nagrado Velike Britanije, v drugi polovici sezone je Jones nanizal še štiri zmage in moštvu pomagal do drugega mesta v konstruktorskem prvenstvu. Še korak naprej je moštvo naredilo v naslednji sezoni 1980 z izboljšano različico dirkalnika FW07B, ko je osvojilo dvojno krono, konstruktorski in dirkaški naslov prvaka, slednjega je osvojil Jones. Tudi dirkalnik FW07B za sezono 1981 se je izkazal za uspešnega, toda dirkača tokrat konstruktorskemu naslovu nista uspela dodati še dirkaškega. Head se je umaknil z mesta glavnega dizajnerja dirkalnika v vlogo tehničnega direktorja, ki je nadziral razvoj dirkalnika.
Head je med drugim kot prvi preizkušal šestkolesni dirkalnik Formule 1, iznašel je tudi menjalnik CVT, s katerim je motor dirkalnika lahko ob prestavljanju ohranjal višje obrate, toda s pravili je FIA obe rešitvi na pritisk konkurenčnih moštev zaradi že tako superiornega Williamsa prepovedala. Leta 1986 je moral Head nenadoma začasno prevzeti vodenje moštva zaradi hude prometne nesreče Franka Williamsa, zaradi katere je ostal hrom, v sezoni 1986 je moštvo vseeno osvojilo dvojno krono. V začetku devetdesetih let je v moštvo pripeljal inženirja Adriana Neweya, s katerim sta Williams po nekaj slabših sezonah ponovno pripeljala na vrh, kjer je večinoma ostal vse do sezono 1997, po kateri je Newey prestopil v McLaren, ker mu je Head preprečil napredovanje na mesto tehničnega direktorja. Odhod Neweya je Williams močno prizadel, saj se vse do danes niso več uspeli vrniti povsem na vrh. Head se je leta 2004 umaknil z mesta tehničnega direktorja, zamenjal ga je Sam Michael, še vedno pa je ostal v moštvu kot vodja inženirjev,